# Clara Peeters
Pour les articles homonymes, voir Peeters.
Clara Peeters (probablement née à Anvers entre 1581 et 1585 et morte après 1657) est une artiste peintre flamande.
Autodidacte, elle a principalement peint des natures mortes.

## Biographie
Artiste précoce, sa première œuvre connue est peinte lorsqu'elle a quatorze ans.
Elle se marie à Anvers avec le peintre Henrick II Peeters le 27 juin 1605.
Elle s'adonne très jeune à la peinture et, dès dix-huit ans, elle se spécialise dans les natures mortes, représentant le plus souvent des tables dressées pour des repas soit quotidiens, soit plus raffinés. Elle s'intéresse aux reflets sur les objets métalliques, pièces, plats, vases, coupes, timbales ou bijoux présents fréquemment dans ses compositions, en premier plan sur un fond plus sombre. Ces reflets font apparaître régulièrement, et c'est une caractéristique anecdotique de son œuvre, de minuscules autoportraits tels ceux que l'on peut distinguer dans les volumes de la verseuse en étain de la Nature morte aux noix, friandises et fleurs.
Après 1620, sa palette est plus réduite et tend vers des harmonies monochromes de gris et de brun.
Clara Peeters meurt après 1657, date de sa dernière œuvre connue.

## Œuvres
- 1612 : Nature morte aux fleurs et aux coupes, à la Staatliche Kunsthalle de Karlsruhe.
- vers 1615 : Nature morte aux fromages, amandes et bretzels, au Mauritshuis de La Haye.
- vers 1620 : Nature morte aux poissons, au musée royal des Beaux-Arts d'Anvers.

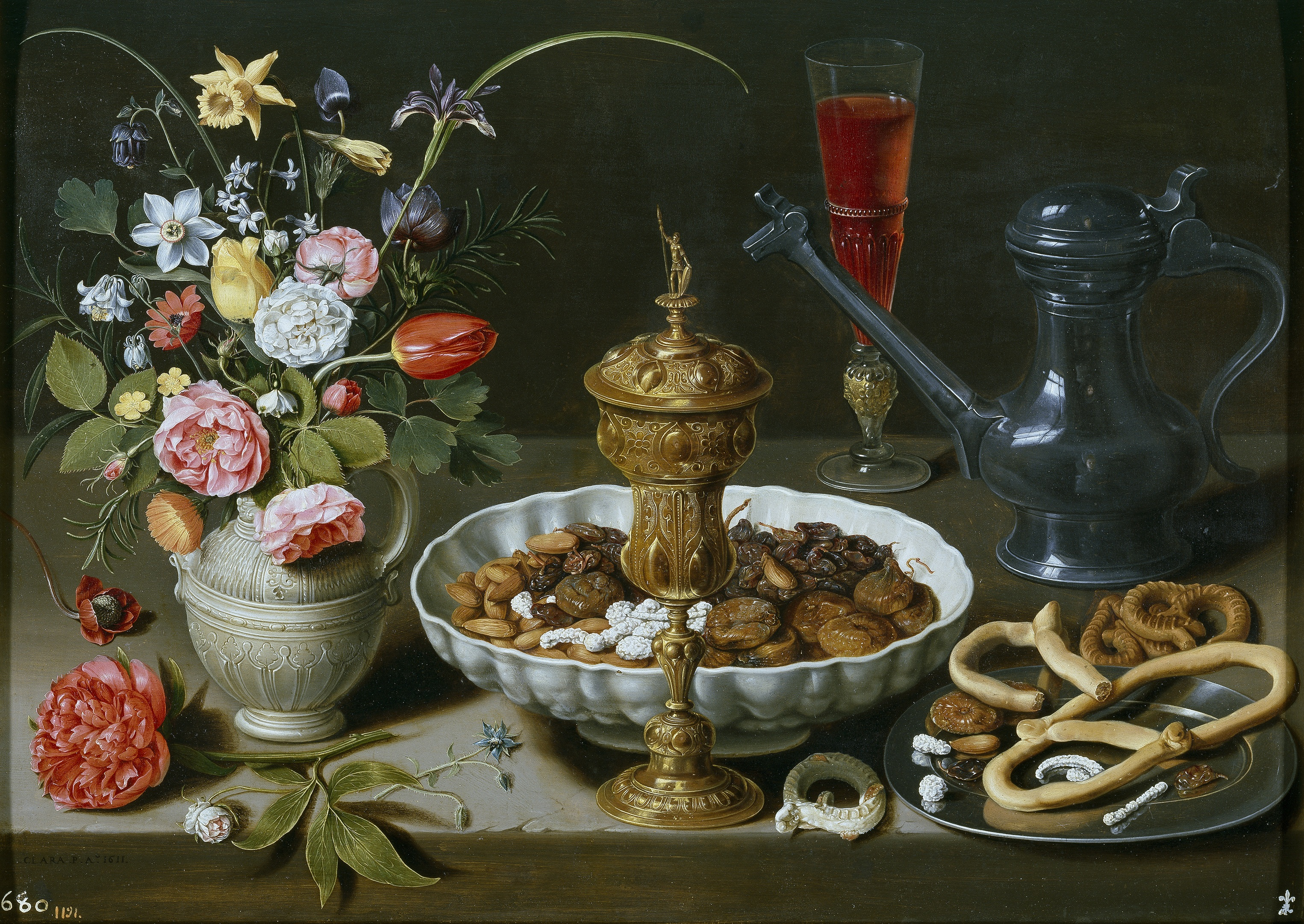
Nature morte aux noix, friandises et fleurs, 1611.
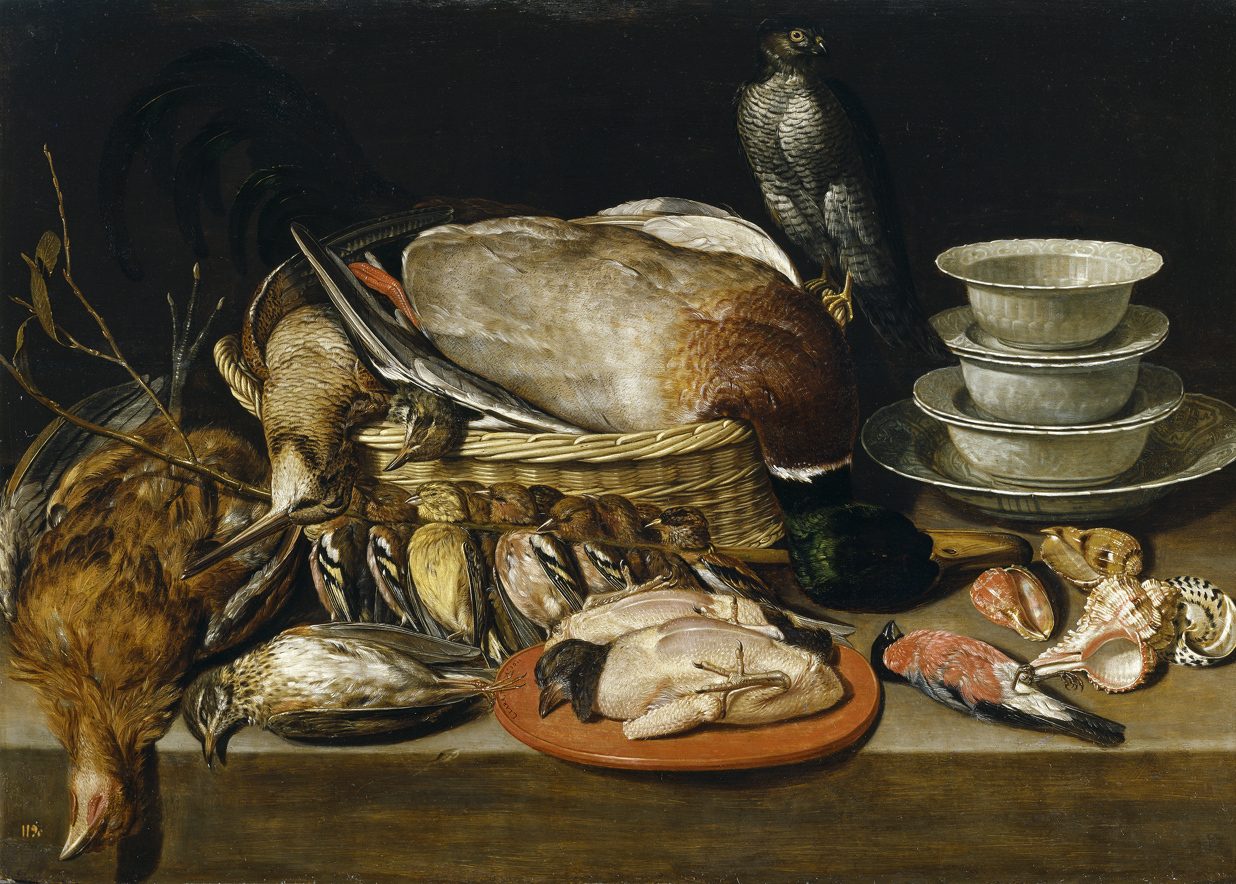
Gibier et coquillages, 1611.
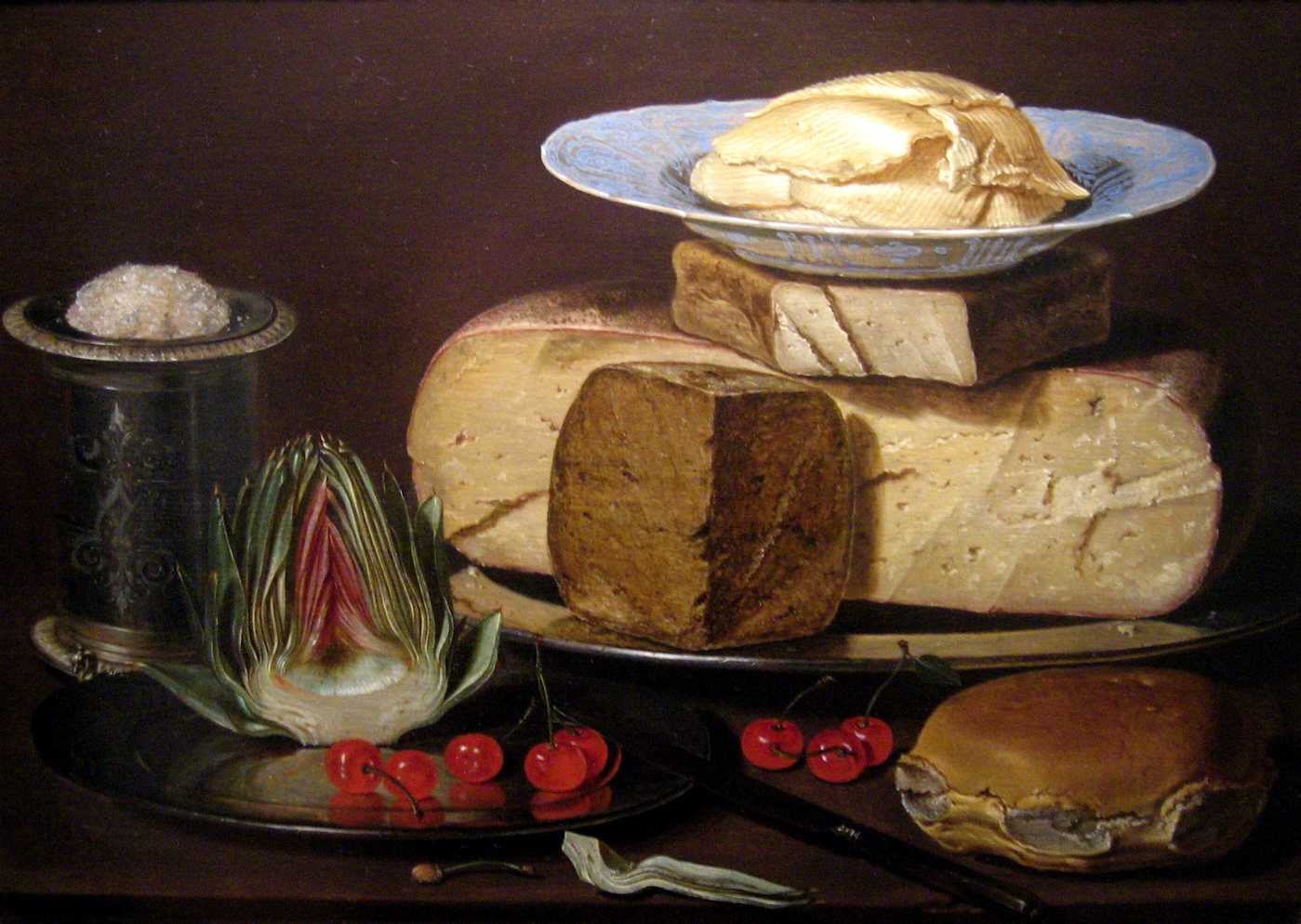
Nature morte aux fromages, artichaut et cerises, c. 1625.
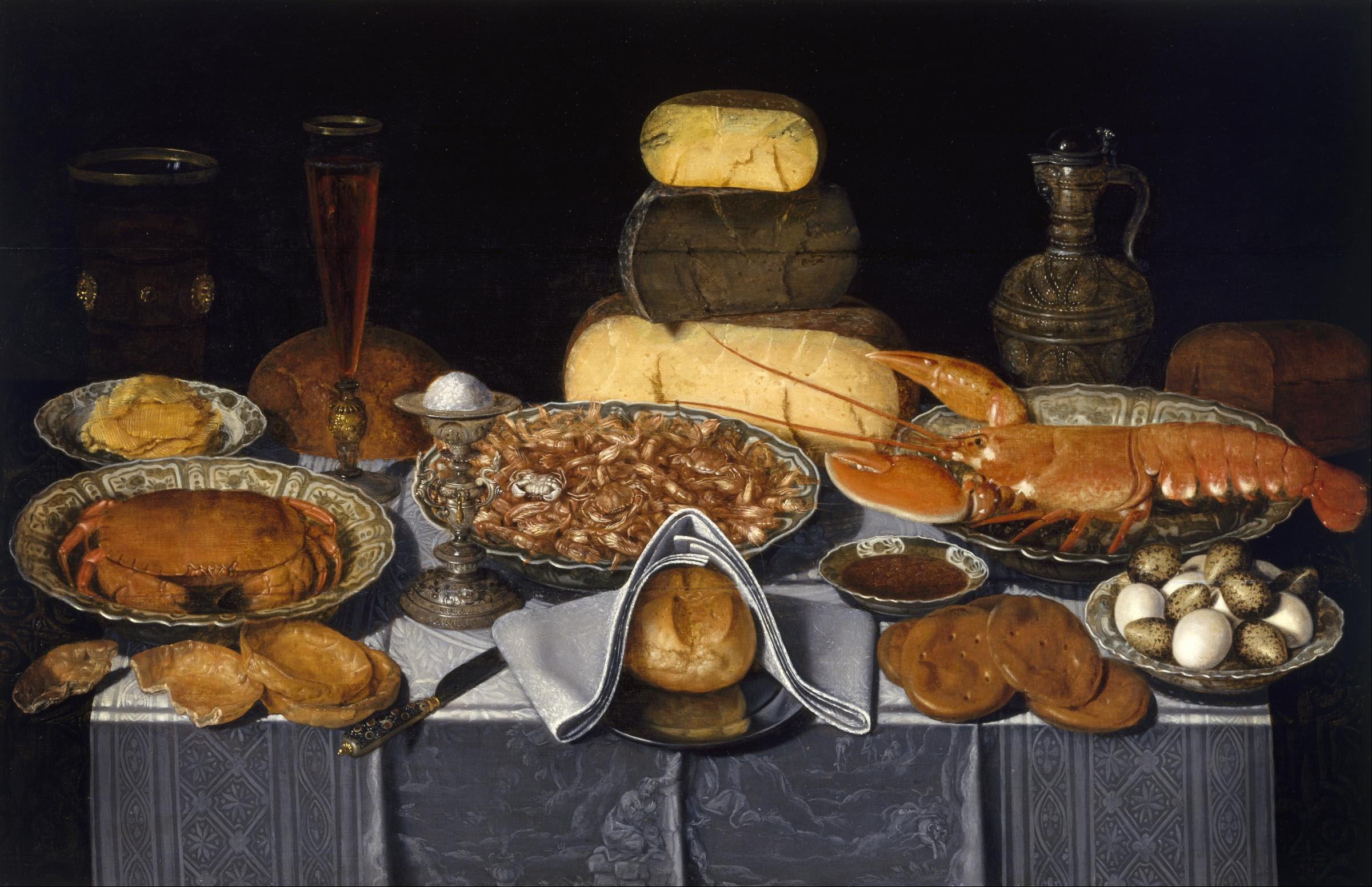
Nature morte aux crabe, crevettes et homard, c. 1635–40.
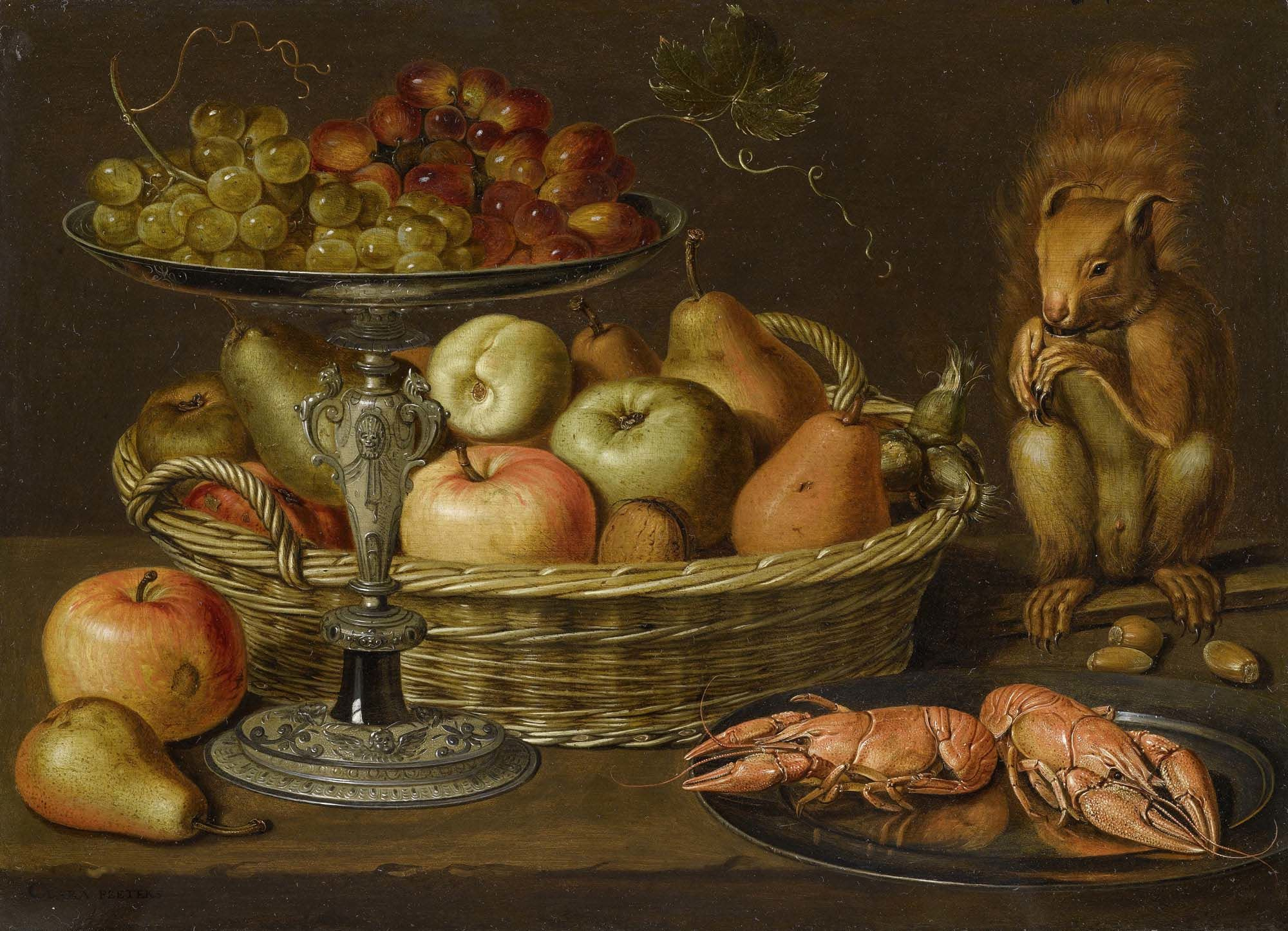
Nature morte avec tazza (en) en vermeil, 1613.